# Harpune Verlag
Der Harpune Verlag ist ein 2010 gegründeter Verlag für Kunstbücher mit Sitz in Wien, Österreich.

## Verlag und Programm
Der Harpune Verlag wurde 2010 von Josef Zekoff und Sarah Bogner in Wien gegründet. Der Verlag publiziert Künstlerbücher in limitierten Editionen. Sarah Bogner führt seit Oktober 2011 auch die Satz- und Buchdruckwerkstatt Neue Satz Wien in den Räumlichkeiten einer ehemaligen Maschinensetzerei im Wiener Gemeindebezirk Währing, wo Teile der Produktion, wie der Maschinen- und Handsatz, für den Harpune Verlag stattfinden.

### Moby Dick Filet
Als Langzeit-Projekt publiziert der Verlag seit Herbst 2011 monatlich die Reihe Moby Dick Filet, in der jedes einzelne der 137 Kapitel der englischen Originalfassung von Herman Melvilles Roman Moby Dick in achronologischer Reihenfolge erscheinen soll. Jeder Band wird von einem anderen Künstler illustriert und in einer Auflage von jeweils 460 Exemplaren produziert.

## Künstler (Auswahl)
| - Hugo Ball - Hermann Burger - Georg Baselitz - André Butzer - Siggi Hofer - Andy Hope 1930 | - Schorsch Kamerun - Kurt Kocherscheidt - Moussa Kone - Erich Lessing - Jonathan Meese - Jürgen Messensee | - Albert Oehlen - Daniel Richter - Hans Schabus - Kim Nekarda - Tal R - Elfie Semotan |